# Сато, Франциск Кэйити
Франциск Кэйито Сато (яп. フランシスコ佐藤敬一 фурансисуко сато: кэйити) (11.04.1928 г., Асахикава, Япония — 2.01.2005 г., Ниигата, Япония) — католический прелат, епископ Ниигаты с 9 марта 1985 года по 14 мая 2004 год, член монашеского ордена францисканцев.

## Биография
17 июля 1959 года Франциск Кэйито Сато принял вечные обеты в монашеском ордене францисканцев. 7 октября 1962 года Франциск Кэйито Сато был рукоположён в священника.
9 марта 1985 года Римский папа Иоанн Павел II назначил Франциска Кэйити Сато епископом Ниигаты. 9 июня 1985 года состоялось рукоположение Франциска Кэйити Сато в епископа, которое совершил архиепископ Токио кардинал Пётр Сэйити Сираянаги в сослужении с епископом Ниигаты Иоанном Сёдзиро Ито и епископом Уравы Франциском Ксавьером Канамэ Симамото.
14 мая 2004 года Франциск Кэйити Сато вышел в отставку. Скончался 2 января 2005 года в Ниигате.